# Rio Estrela do Norte
O Rio Estrela do Norte nasce no distrito de Estrela do Norte no município de Castelo no Espírito Santo, a sua maior área se estende no distrito de Conduru em Cachoeiro de Itapemirim, onde deságua no Rio Itapemirim no distrito de Coutinho no mesmo município.

1. ↑  «Descubra Castelo » Estrela do Norte». descubracastelo.com.br. Consultado em 11 de março de 2017